# جفری زلدمن

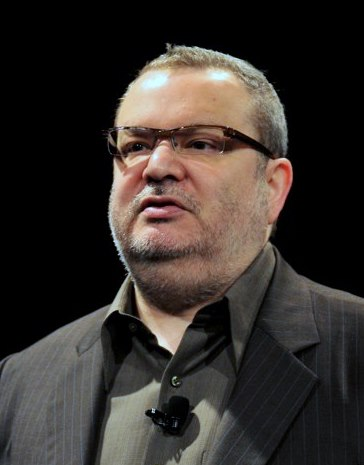
جفری زلدمن

جفری زلدمن (به انگلیسی: Jeffrey Zeldman) کارآفرین، طراح وب، نویسنده، پادکستر و سخنران در صنعت وب است. او موسس مجله ا لیست اپارت، استدیو طراحی Happy Cog و studio.zeldman است.
وی پایه‌گذار سبک طراحی وب به شیوه استاندارد است و همچنین از بنیانگذاران پروژه استانداردهای وب (یا WaSP) می‌باشد، گروهی از طراح‌های حرفه‌ای وب، که می‌کوشند استانداردهای ایجاد شده کنسرسیوم جهانی وب را گسترش داده و استفاده از آنها را فراگیر کنند. جفری زلدمن در سال ۲۰۰۳ میلادی، با انتشار کتاب طراحی با استانداردهای وب، جمله معروف «نود و نه و نه دهم درصد از سایت‌های اینترنت، بد طراحی شده‌اند» را نوشت، و کوشید تا روش‌های درست طراحی وب را، همچنین طراحی برای کارایی سایت (یا Usability) و روش دسترسی پذیری (یا Accessibility) سایت، و ترفندهایی که باعث می‌شوند همه سایت‌های وب در مرورگرهای گوناگون اینترنتی درست دیده شوند، گسترش دهد.